# Thales Hoss
Thales Gustavo Hoss (São Leopoldo, 26 de abril de 1989) es un jugador profesional de voleibol brasileño, juego de posición líbero. 

## Palmarés

### Clubes
Campeonato Brasileño:
- 2010, 2019, 2021
- 2015
- 2008, 2009

Campeonato Sudamericano de Clubes:
- 2009
- 2010
- 2020

Supercopa de Brasil:
- 2019, 2020

### Selección nacional
Campeonato Sudamericano Sub-19:
- 2006

Campeonato Sudamericano Sub-21:
- 2008

Campeonato Mundial Sub-21:
- 2009

Liga Mundial:
- 2017

Campeonato Sudamericano:
- 2017,[1] 2019

Grand Champions Cup:
- 2017

Campeonato Mundial:
- 2018

Copa Mundial:
- 2019

Liga de Naciones:
- 2021[2]

## Premios individuales
- 2006: Mejor líbero, recepción y defensa Campeonato Sudamericano Masculino Sub-19
- 2008: Mejor defensa Campeonato Sudamericano Masculino Sub-21
- 2010: Mejor líbero y recepción Campeonato Sudamericano de Clubes
- 2019: Mejor líbero Campeonato Sudamericano de Clubes
- 2021: Mejor líbero torneo final Liga de Naciones